# Mikulovice (district de Jeseník)
Pour les articles homonymes, voir Mikulovice.
Mikulovice (en allemand : Niklasdorf) est une commune du district de Jeseník, dans la région d'Olomouc, en République tchèque. Sa population s'élevait à 2 482 habitants en 2025.

## Géographie
Mikulovice est arrosé par la Bělá et se trouve près de la frontière polonaise, à 13 km au nord-est de Jeseník, à 79 km au nord d'Olomouc et à 208 km à l'est de Prague.

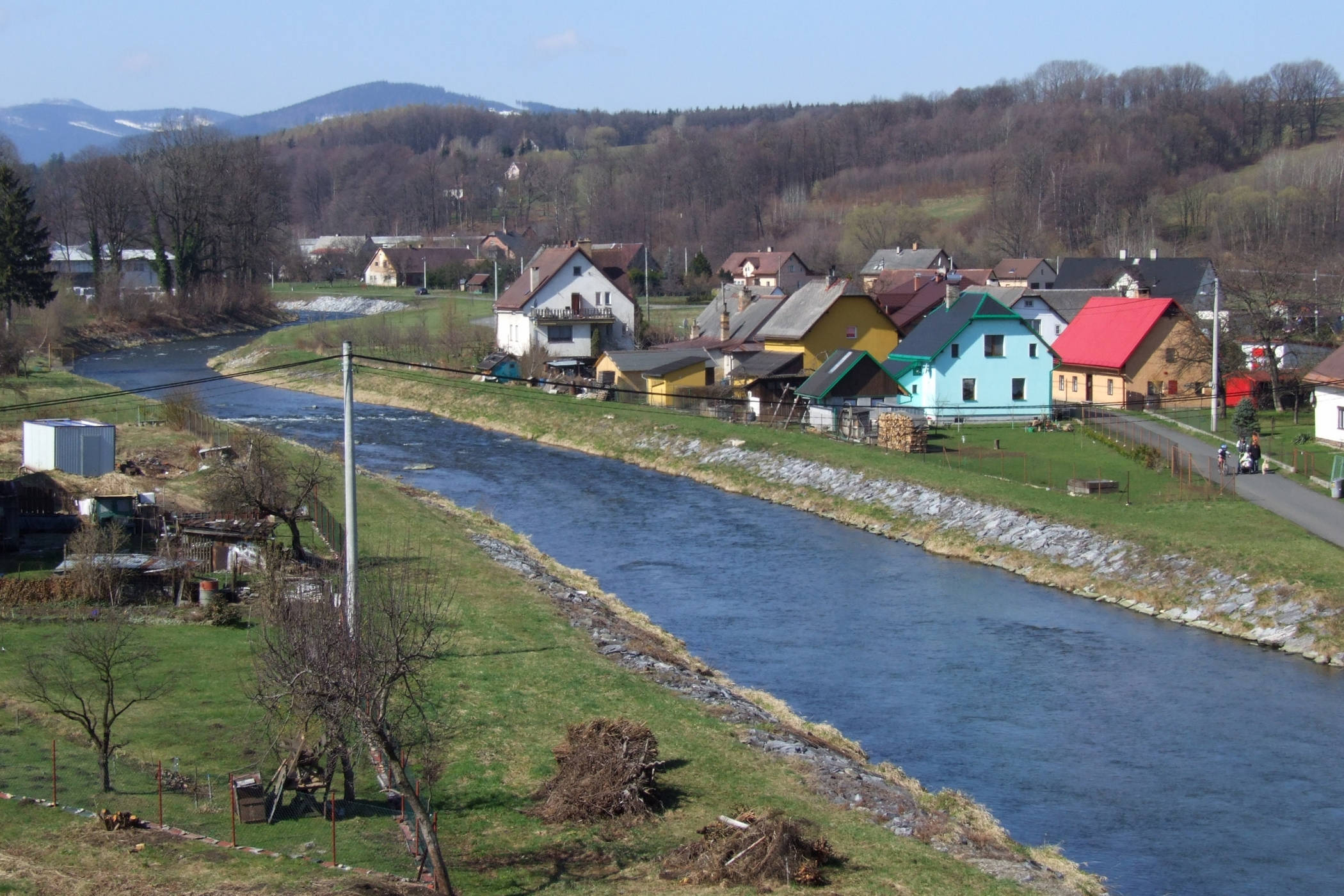
Rivière Bělá à Bělá Jesenická.

La commune est limitée par la Pologne au nord et à l'est, par Zlaté Hory au sud-est, par Jesenik au sud, et par Česká Ves, Písečná, Hradec-Nová Ves et Velké Kunětice à l'ouest.

## Histoire
La première mention écrite du village date de 1263.

## Transports
Par la route, Mikulovice se trouve à 15 km du centre de Jeseník, à 62,5 km de Šumperk, à 97 km d'Olomouc et à 250 km de Prague.